# Pseudopipra pipra
El saltarín coroniblanco (en Costa Rica y Panamá) (Pseudopipra pipra), también denominado saltarín cabeciblanco (en Colombia y Venezuela), saltarín de cabeza blanca o saltarín de corona blanca (en Perú), es una especie de ave paseriforme perteneciente a la familia Pipridae. Es el único miembro del género monotípico Pseudopipra, hasta recientemente situado en Dixiphia. Habita en América Central y del Sur.

## Distribución y hábitat
Se distribuye ampliamente en la cuenca amazónica, por el escudo guayanés y por regiones andinas; en Brasil, Colombia, Ecuador, Guyana, Guayana francesa, Perú, Surinam y Venezuela y, de forma discontinua, en el litoral del este de Brasil y en Costa Rica y ´Panamá.
Esta especie es considerada bastante común y ampliamente diseminada en sus hábitats naturales: el estrato bajo de selvas húmedas de baja altitud y montanas, tropicales y subtropicales hasta los 2000 m s. n. m., es más numeroso en la Amazonia y más raro en el sureste de Brasil. En la Amazonia habita selvas húmedas y bosques secundarios adyacentes; la aislada población de la Mata Atlántica es encontrada en bosques de tierras bajas litorales, bosques de meseta y montanos.

## Descripción
Mide entre 9 y 10 cm de longitud. Iris rojo; machos y hembras presentan un claro dimorfismo sexual, el macho todo negro con la corona y la nuca blanco nieve. La hembra, en la mayor parte de su distribución tiene la corona y lados de la cabeza grises, es oliva oscuro por arriba y grisácea por abajo, con los flancos teñidos de oliva. Las subespecies más orientales tienden a tener menos gris en la cabeza, las andinas a ser más oliva por abajo. Los inmaduros del este de Brasil y del este de la Amazonia brasileña tienen la corona blanco grisáceo, dorso oliva oscuro y gris oscuro por abajo. Ningún otro saltarín tiene iris rojo y gris en la cabeza. La hembra presenta el pico y los tarsos más apagados.

## Comportamiento
Es un pájaro inconspícuo, generalmente solitario, a pesar de que algunas veces se reúne en árboles fructíferas. Los machos se exhiben en leks (o arenas) cuando ejecutan vuelos lentos estereotipados entre ramas bajas, con las plumas de la corona erizadas.

### Alimentación
Se alimenta predominantemente de frutas. En Una, sur de Bahía, en Brasil, fue observada forrajeando junto a Ceratopipra rubrocapilla, Hemithraupis flavicollis y Xipholena atropurpurea, en lugar donde fructifica en abundancia una fruta llamada localmente «pixirica» (Leandra sp.).

### Reproducción
Los hábitos de nidificación son semejantes a los de su familia, construyen sus nidos en una horquilla, generalmente sobre arroyos o cursos de agua.

### Vocalización
Los cantos difieren notablemente, aves de tierras bajas emiten un ligero zumbido, como un picoplano «dzii-ii-ii-iu», las aves andinas un canto más alto y agudo «dzzzziiu-weúw».

## Sistemática

### Descripción original
La especie P. pipra fue descrita por primera vez por el naturalista sueco Carlos Linneo en 1758 bajo el nombre científico Parus pipra; la localidad tipo es: «Surinam».
El género Pseudopipra fue descrito por los ornitólogos Guy M. Kirwan, Normand David, Steven M.S. Gregory, James A. Jobling, Frank D. Steinheimer & Guilherme Renzo Rocha Brito en 2016 para substituir al género Dixiphia Reichenbach, 1850.

### Etimología
El nombre genérico femenino «Pseudopipra» se compone de las palabras del griego « ψευδος pseudos»: falso, y del género Pipra: manaquines, significando «falso manaquin»; y el nombre de la especie «pipra», deriva del griego «pipra, también piprō, piprōs o pipōn»: pequeña ave mencionada por Aristóteles y por otros autores, pero nunca adecuadamente identificada.

### Taxonomía
Estudios detallados conducidos en los últimos años han elucidado mucho de la historia natural de esta especie, incluyendo vocalización, exhibiciones y comportamiento reproductivo; sin embargo, cuestiones taxonómicas permanecen difíciles, incluyendo su posición genérica, y se ha preferido colocarla como el único miembro del género Dixiphia. Más allá, parece probable que al menos algunas de las subespecies descritas, si sujetas a un escrutinio cuidadoso, no puedan reconocerse como tales, pero también existe la posibilidad de que una o más sean reconocidas como nuevas especies.
Más recientemente, en el estudio filogeográfico más completo realizado hasta la fecha, Berv et al (2021) recuperaron cinco clados antiguos compreendendo 17 poblaciones bien diferenciadas, separadas por barreras físicas al flujo genético, previamente asociadas a áreas de endemismo aviario y generalmente coincidentes con los límites de las subespecies reconocidas; en el estudio se propone que sean reconocidas entre 15 a 17 especies, dentro de ciertos conceptos.
Esta especie ya fue situada en el género Pipra; con base en los estudios de secuenciamiento de ADN de la familia Pipridae presentados por Rêgo et al (2007), Tello et al (2009) y McKay et al (2010), la propuesta N° 534 al Comité de Clasificación de Sudamérica (SACC) fue aprobada,  reorganizando la secuencia filogenética dentro de la familia; resucitando el género Ceratopipra incluyendo en el mismo a cinco especies que estaban en Dixiphia, reorganizando la secuencia filogenética dentro de la familia y manteniendo el género Dixiphia como monotípico.
Sin embargo, Kirwan et al (2016) verificaron que el género Dixiphia es un sinónimo posterior de Arundinicola y propusieron un nuevo género Pseudopipra exclusivo para la presente especie. El Congreso Ornitológico Internacional (IOC), Aves del Mundo (HBW) y Birdlife International (BLI) adoptan el nuevo género, así como el SACC en la Propuesta N° 848.
Los estudios de filogenia molecular de Tello et al (2009) y McKay et al (2010), verificaron la existencia de dos clados bien diferenciados dentro de la familia Pipridae: uno llamado de subfamilia Neopelminae, agrupando a los saltarines más asemejados a atrapamoscas de los géneros Neopelma y Tyranneutes; y los restantes géneros llamados de "saltarines propiamente dichos", incluyendo el presente Pseudopipra, en un clado monofilético Piprinae Rafinesque, 1815. Esto fue plenamente confirmado por los amplios estudios de filogenia molecular de los paseriformes subóscinos realizados por Ohlson et al (2013). El SACC adopta esta última división y secuencia linear de los géneros, a partir de la aprobación de la Propuesta N° 591. La clasificación Clemens Checklist/eBird, el IOC y el Comité Brasileño de Registros Ornitológicos (CBRO) adoptan integralmente esta secuencia y división (el CBRO divide en tres subfamilias, siguiendo a Tello et al (2009)).

### Subespecies
Según las clasificaciones del IOC y Clements Checklist, se reconocen trece subespecies, con su correspondiente distribución geográfica:
- Grupo monotípico:
  - Pseudopipra pipra anthracina (Ridgway), 1906 - centro y este de Costa Rica y oeste de Panamá (oeste de la zona del Canal).

- Grupo politípico pipra
  - Pseudopipra pipra bolivari (Meyer de Schauensee), 1950 - noroeste de Colombia (alto valle del río Sinú al este hasta Bolívar).
  - Pseudopipra pipra cephaleucos (Thunberg), 1822 - litoral este de Brasil (sur de Bahía al sur hasta Río de Janeiro).
  - Pseudopipra pipra comata (Berlepsch & Stolzmann), 1894 - centro este del Perú (sur de Pasco al sur hasta el norte de Cuzco).
  - Pseudopipra pipra coracina (P.L. Sclater), 1856 - noroeste de Venezuela (Serranía del Perijá, y sureste de Lara al sur hasta el sureste de Táchira) hacia el sur, en la ladera oriental de los Andes orientales de Colombia, hasta el este de Ecuador y centro norte del Perú (norte del río Marañon).
  - Pseudopipra pipra discolor (J.T. Zimmer), 1936 - noreste del Perú.
  - Pseudopipra pipra microlopha (J.T. Zimmer), 1929 - este del Perú (sur del río Marañon) y oeste de Brasil.
  - Pseudopipra pipra minima (Chapman), 1917 -  suroeste de Colombia en el lado oeste de los Andes occidentales.
  - Pseudopipra pipra occulta (J.T. Zimmer), 1936 -  centro norte del Perú en el lado este de los Andes centrales.
  - Pseudopipra pipra pipra (Linnaeus), 1758 -  sur y este de Venezuela, las Guayanas, y tierras bajas del este de Colombia y Brasil principalmente al norte del río Amazonas (al este hasta Amapá, cuzando a la orilla sur en Tefé).
  - Pseudopipra pipra pygmaea (J.T. Zimmer) 1936 - bajo río Huallaga en el centro norte del Perú.
  - Pseudopipra pipra separabilis (J.T. Zimmer), 1936 - lado sur del bajo Amazonas desde el río Tapajós al este hasta el norte de Maranhão.
  - Pseudopipra pipra unica (Meyer de Schauensee), 1945 - zona subtropical del centro norte y sur de Colombia (valle del Magdalena).